# Seripha pyrrhocrocis
Seripha pyrrhocrocis är en fjärilsart som beskrevs av Felder 1875. Seripha pyrrhocrocis ingår i släktet Seripha och familjen björnspinnare. Inga underarter finns listade i Catalogue of Life.